# Халіль-Султан
Халіль-Султан (*14 вересня 1384 —4 листопада 1411) — емір Держави Тимуридів в 1405—1409 роках.

## Життєпис
Походив з династії Тимуридів. Син Міран-шаха, намісника Західної Персії та Азербайджану, та онук еміра Тимура. Його матір'ю була Севін-бега, онука Узбек-хана, правителя Золотої Орди. Народився у 1383 році в Гераті. Здобув початкову освіту в Самарканді під орудою старшої дружини діда Сарай-Мульк-ханум. Замолоду виявив хист до військової справи. У 1398 році брав участь в індійському поході проти делійського султанату, зокрема брав участь у битві при Паніпаті.
У 1399—1400 роках брав участь у поході до Північної Персії, Азербайджану, 1401 року був учасником захоплення Багдаду та північної Сирії з Алеппо. Того ж року брав участь у кампанії проти Оманської імперії, звитяжив у битві при Анакі, де османи зазнали нищівної поразки.
По поверненню халіль-султана до Мавераннахра у 1404 році вперше отримав самостійне командування та завдання стерегти кордони з Могулістаном в Туркестані. Того ж року вступив у конфлікт з дідом внаслідок одруження з Шад-Мульк, донькою самаркандського ремісника. Незважаючи на це Халіль-Султана було призначено очільником правового крила Тимурового війська, яке було зібрано для походи проти імперії Мін.
У 1405 році після смерті діда захопив Самарканд та оголосив себе еміром. Номінальним ханом він поставив Мухаммед-Джахангіра, свого стриєчного небожа. Втім це було порушенням волі Тимура, оскільки той напередодні смерті призначив своїм спадкоємцем онука Пір-Мухаммеда, намісника Кандагару і Кадулу. Останній виступив проти Халіль-Султана.
Новий емір опинився у складній ситуації, оскільки його владу практично ніхто не визнав, окрім тимурида Султан-Хусейна. Він зміг утримати Мавераннахр. На півночі держави повстав емір Худайдада Хусейні. На Самарканд рушив Пір-Мухаммед. В цій ситуації Халіль-Султан визнав за стрийком Шахрухом усі його володіння на момент 1405 року. Також роздав значні кошти військовикам та сановникам, сподіваючись на їх лояльність. Після цього виступив проти Пір-Мухаммеда, якому завдав поразки у двох битвах, змусивши відступити до Кандагару. Невдовзі йому надали допомогу батько Міраншха та брат Абу-бекр. В результаті влада халіль-Султана поширилася (номінально) на північну і західну Персію, частину Кавказу.
У 1406 році війська Шадібека та Едігея, правителів Золотої Орди, захопили Хорезм, а потім дійшли до Бухари. При цьому емір Худайдада за підтримки Шамс-і-Джагана, хана Могулістану, захопив Ферганську область. Сам могулістанський володар зумів повернути більшу частину втрачених володінь під час війн з Тимуром, насамперед Семиріччя.
Тому Халіль-султан вимушений був поступитися Хорезмом на користь Золото Орди, завдяки чому укладено мир. Проте придушити повстання військовиків на півночі та Фергані він не зміг. Водночас у Мавераннахрі населення стало відчувати нестачу в харчах, що викликало збурення. Знать була невдоволена впливом дружини еміра — Шад-Мульк. Остання порадила спиратися не на знать, а на ремісників та торговців (неаристократів). У 1408 році у війні з Кара-Коюнлу загинув батько Халіль-Султана, внаслідок чого становище погіршилося — протягом 1407—1408 років Халіль-султан втратив авторитет і міг спиратися лише на власне військо.
Скориставшись цими обставинами, у 1409 році проти Халіль-Султана виступив Шахрух, правитель Хорасана. Халіль-Султан виступив проти супротивника, але довідався про наступ еміра Худдайдади хусейні до Мавераннахру. Тому, залишивши частину війська стояти проти Шахрура, сам рушив проти бунтівного військовика. В цей час завдяки змовам шейхів, сейїдів та знаті більшість міст перейшло на бік Шахруха. 13 травня Шахрух зайняв Самарканд. Невдовзі Халіль-Султан потрапив у полон до Худайдади. Згодом в Отрарі вимушений був укласти договір зі стрийком Шахрухом, за яким відмовлявся від прав на владу. Натомість отримав частину батьківського намісництва — Західну Персію зі столицею у Реї.
Невдовзі по прибуттю до Рея Халіль-Султан помер. Його дружина Шад-Мульк наклала на себе руки. Згодом почалася боротьба за цю область між Кара-Коюнлу і Шахрухом.